# Тандир-кебаб

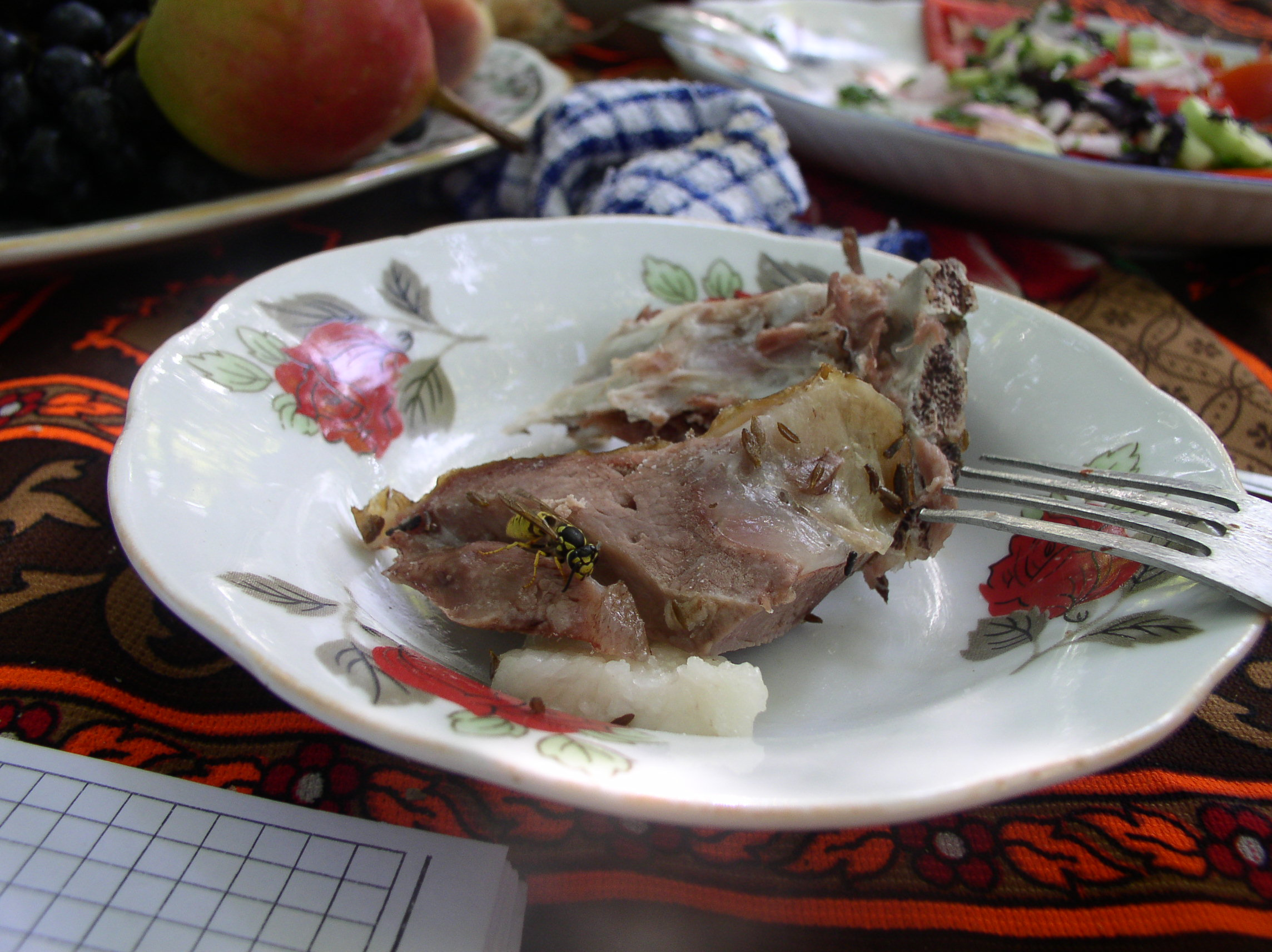
Тандир-кебаб в одному з кафе Ташкенту

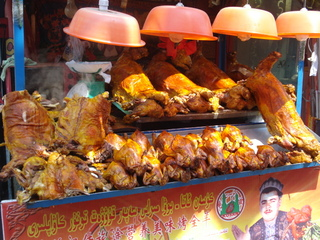
Уйгурський тандир-кебаб в Урумчі, КНР

Тандир-кебаб або тандир-кавап (уйг. tono kavap, узб. tandir kabob; від «тандир» та «кебаб») — страва зі смаженого м'яса (кебаб), запеченого в тандирі. Популярна у багатьох народів Центральної Азії (уйгурів, дунган, узбеків, таджиків), в узбеків вважається однією з національних страв та візитних карток узбецької кухні.
Як і безліч інших кебабів, тандир-кебаб відомий з давніх-давен, спочатку як їжа тюркських кочівників, воїнів та мандрівників; пізніше поширився і серед осілих мешканців Мавераннахру та Хорезму.
Для приготування страви зазвичай використовують м'ясо курдючних баранів, у гірських районах — м'ясо козлів. Варіанти з яловичини та некурдючної баранини вважаються менш автентичними.
У процесі приготування м'ясо приправляється хвоєю ялівцю, що надає йому своєрідний смак, арчові гілки кладуться і у вогонь для ароматизації диму. Але тому що в сучасній Середній Азії арча вже стала рідкістю (і в багатьох місцях її вирубка заборонена), то часто використовують заміну у вигляді шовковиці, виноградної лози та інших деревних рослин, що дають сильний аромат при спалюванні та нагріванні.
Поєднання сильної спеки та обмеженого доступу повітря в тандирі надає м'ясу особливої ніжної текстури. Напівготовий тандир-кебаб викладають для доведення на залізне дечко. Повністю готову страву подають зі свіжонарізаними овочами (цибуля, томати), зеленню, дріжджовими коржами (тандир-нан) і гарячим зеленим чаєм.
При приготуванні страви з м'яса виділяється велика кількість жиру, який збирають у піддон, що стоїть на вугіллі, і використовують для приготування супу шурпа.

## Див також
- Узбецька кухня
- Уйгурська кухня